# كينغوان
كينغوان (بالصينية: 清远市) هي مدينة من مدن الصين. يبلغ عدد سكانها 3698412 نسمة حسب إحصائيات سنة 2010. يبلغ ارتفاع المدينة عن سطح البحر قرابة 14 متر. تبلغ مساحتها 19152.9 كم².

## المناخ
يظهر الجدول التالي التغييرات المناخية على مدار السنة لكينغوان:
| البيانات المناخية لـكينغوان                      | البيانات المناخية لـكينغوان | البيانات المناخية لـكينغوان | البيانات المناخية لـكينغوان | البيانات المناخية لـكينغوان | البيانات المناخية لـكينغوان | البيانات المناخية لـكينغوان | البيانات المناخية لـكينغوان | البيانات المناخية لـكينغوان | البيانات المناخية لـكينغوان | البيانات المناخية لـكينغوان | البيانات المناخية لـكينغوان | البيانات المناخية لـكينغوان | البيانات المناخية لـكينغوان |
| الشهر                                            | يناير                       | فبراير                      | مارس                        | أبريل                       | مايو                        | يونيو                       | يوليو                       | أغسطس                       | سبتمبر                      | أكتوبر                      | نوفمبر                      | ديسمبر                      | المعدل السنوي               |
| ------------------------------------------------ | --------------------------- | --------------------------- | --------------------------- | --------------------------- | --------------------------- | --------------------------- | --------------------------- | --------------------------- | --------------------------- | --------------------------- | --------------------------- | --------------------------- | --------------------------- |
| الدرجة القصوى °م (°ف)                            | 28.6 (83.5)                 | 30.0 (86.0)                 | 33.4 (92.1)                 | 33.5 (92.3)                 | 35.0 (95.0)                 | 38.1 (100.6)                | 39.0 (102.2)                | 38.7 (101.7)                | 38.2 (100.8)                | 36.4 (97.5)                 | 33.2 (91.8)                 | 28.7 (83.7)                 | 39.0 (102.2)                |
| متوسط درجة الحرارة الكبرى °م (°ف)                | 17.6 (63.7)                 | 18.1 (64.6)                 | 20.6 (69.1)                 | 25.2 (77.4)                 | 29.4 (84.9)                 | 31.5 (88.7)                 | 33.3 (91.9)                 | 33.4 (92.1)                 | 31.9 (89.4)                 | 29.0 (84.2)                 | 24.6 (76.3)                 | 20.1 (68.2)                 | 26.2 (79.2)                 |
| المتوسط اليومي °م (°ف)                           | 13.1 (55.6)                 | 14.4 (57.9)                 | 17.2 (63.0)                 | 21.8 (71.2)                 | 25.5 (77.9)                 | 27.6 (81.7)                 | 28.9 (84.0)                 | 28.9 (84.0)                 | 27.4 (81.3)                 | 24.3 (75.7)                 | 19.5 (67.1)                 | 14.9 (58.8)                 | 22.0 (71.5)                 |
| متوسط درجة الحرارة الصغرى °م (°ف)                | 10.0 (50.0)                 | 11.8 (53.2)                 | 14.7 (58.5)                 | 19.4 (66.9)                 | 22.7 (72.9)                 | 24.9 (76.8)                 | 25.7 (78.3)                 | 25.7 (78.3)                 | 24.2 (75.6)                 | 20.8 (69.4)                 | 15.9 (60.6)                 | 11.2 (52.2)                 | 18.9 (66.1)                 |
| أدنى درجة حرارة °م (°ف)                          | 1.5 (34.7)                  | 2.1 (35.8)                  | 2.8 (37.0)                  | 8.7 (47.7)                  | 13.9 (57.0)                 | 18.8 (65.8)                 | 21.9 (71.4)                 | 21.8 (71.2)                 | 15.5 (59.9)                 | 10.2 (50.4)                 | 4.6 (40.3)                  | 1.1 (34.0)                  | 1.1 (34.0)                  |
| الهطول مم (إنش)                                  | 56.6 (2.23)                 | 88.5 (3.48)                 | 142.4 (5.61)                | 239.4 (9.43)                | 350.6 (13.80)               | 391.4 (15.41)               | 282.0 (11.10)               | 227.0 (8.94)                | 147.2 (5.80)                | 62.4 (2.46)                 | 45.0 (1.77)                 | 36.7 (1.44)                 | 2٬069٫2 (81.47)             |
| متوسط الرطوبة النسبية (%)                        | 71                          | 77                          | 81                          | 83                          | 82                          | 83                          | 80                          | 79                          | 75                          | 69                          | 66                          | 65                          | 76                          |
| المصدر: China Meteorological Data Service Center |                             |                             |                             |                             |                             |                             |                             |                             |                             |                             |                             |                             |                             |

## توأمة
لكينغوان اتفاقيات توأمة مع:
- كيكيهار (13 أغسطس 1992 - )

## أعلام
- لي زهي هاي